# Cla za druhé vlády Donalda Trumpa

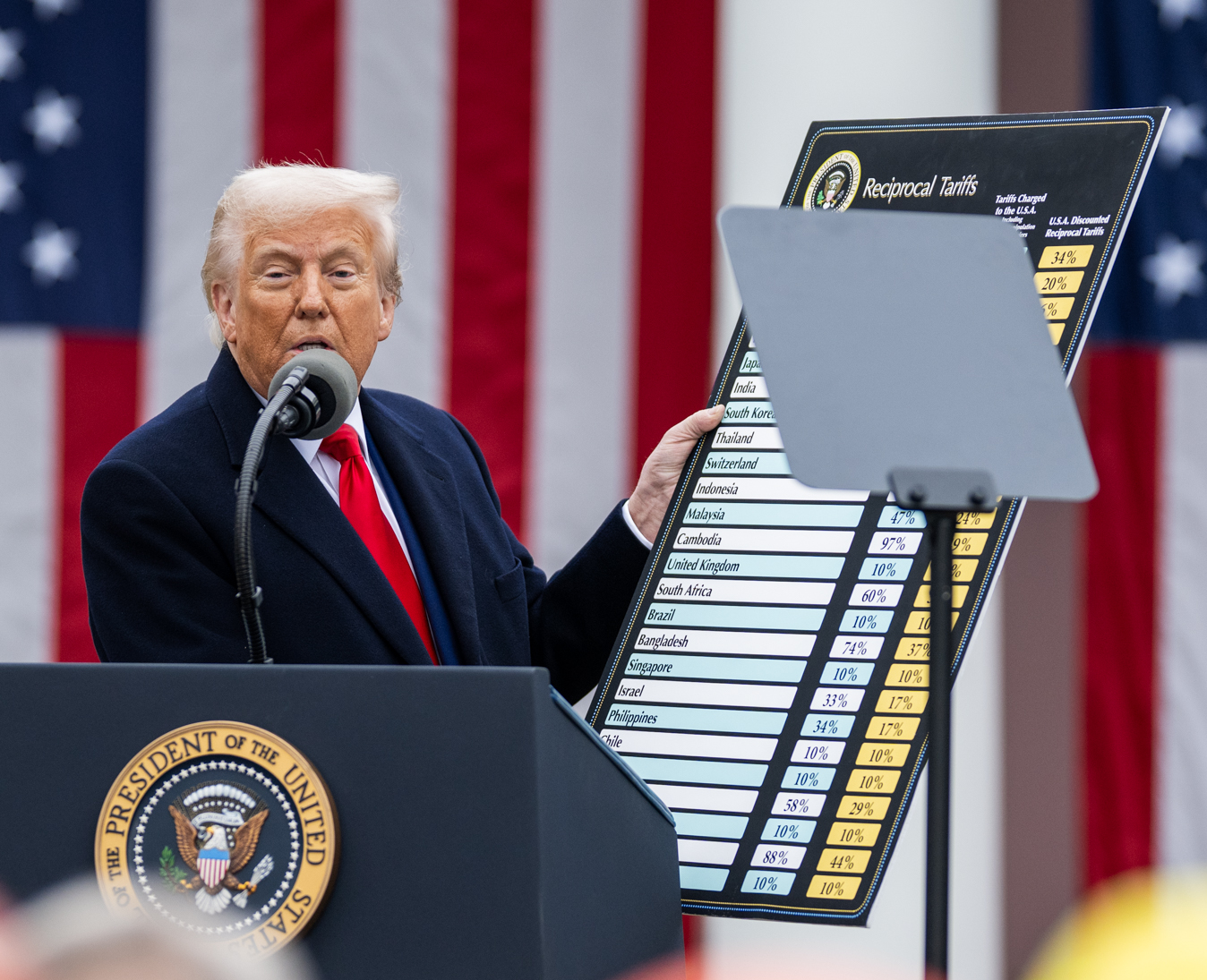
Donald Trump ukazuje jeden ze dvou grafů cel během svého projevu 2. dubna 2025

Prezident Spojených států amerických Donald Trump během svého druhého prezidentství zavedl řadu vysokých ochranných cel, která se dotýkají téměř veškerého zboží dováženého do Spojených států amerických. Mezi lednem a dubnem 2025 se průměrná efektivní celní sazba USA zvýšila z 2,5 % na odhadovaných 27 %, což je nejvyšší hodnota za více než sto let.
Trump vystupňoval probíhající obchodní válku s Čínou a zvýšil základní cla na čínský dovoz na 145 %. V odvetě Čína navýšila cla na americké zboží na 125% a omezila vývoz vzácných zemin, které jsou důležité pro high-tech průmysl. Trump rovněž zahájil obchodní válku s Kanadou a Mexikem tím, že na většinu zboží z obou zemí uvalil 25% cla; později však pozastavil platnost cel na zboží splňující podmínky dohody o volném obchodu mezi USA, Mexikem a Kanadou (USMCA). Uvedl, že důvodem pro zavedení těchto cel je nelegální migrace a pašování drog z těchto zemí. Trump taktéž zavedl 25 % cla na dovoz oceli, hliníku a automobilů ze všech zemí.
Dne 2. dubna Trump oznámil, že od 5. dubna začne platit 10 % clo na veškerý dovoz do USA, přičemž na přibližně 60 zemí budou uvaleny vyšší cla. Oznámení těchto „recipročních cel“ vyvolalo odvetná opatření obchodních partnerů a propad na burze. Trump rovněž oznámil, že od 2. května zruší výjimku z placení cel zvanou „de minimis“ pro Čínu a v budoucnu pro všechny země.
Vyšší cla na dovoz z přibližně 60 zemí v rozmezí od 11 % do 50 % měla vstoupit v platnost 9. dubna, ale byla téměř okamžitě pozastavena na 90 dní pro všechny země s výjimkou Číny. Minimální clo ve výši 10 % a cla týkající se určitých odvětví ve výši 25 % zůstávají v platnosti. Organizace pro hospodářskou spolupráci a rozvoj kvůli clům zhoršila výhled růstu globální ekonomiky.

## Cla dle zemí

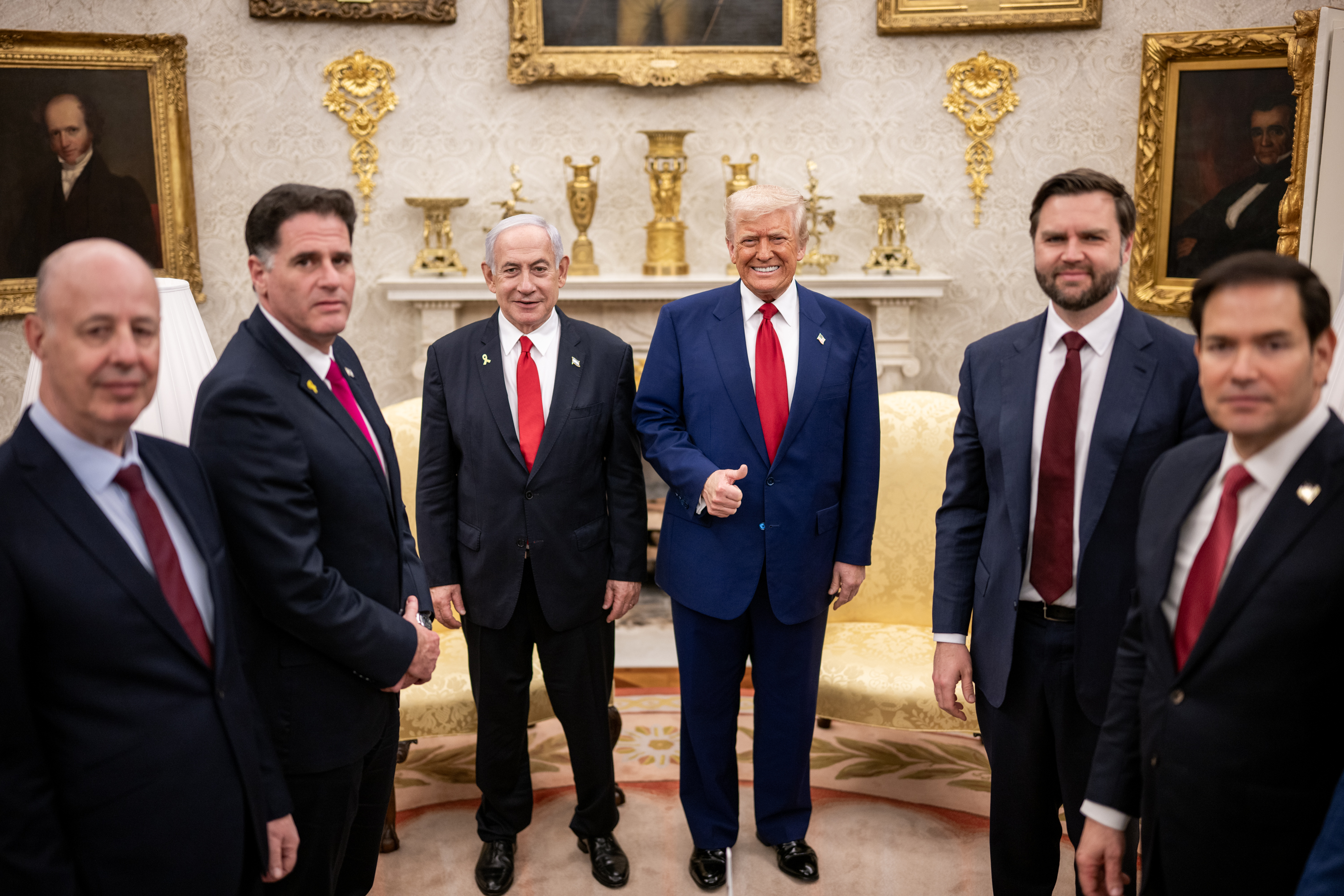
Izraelský premiér Benjamin Netanjahu s americkým prezidentem Donaldem Trumpem

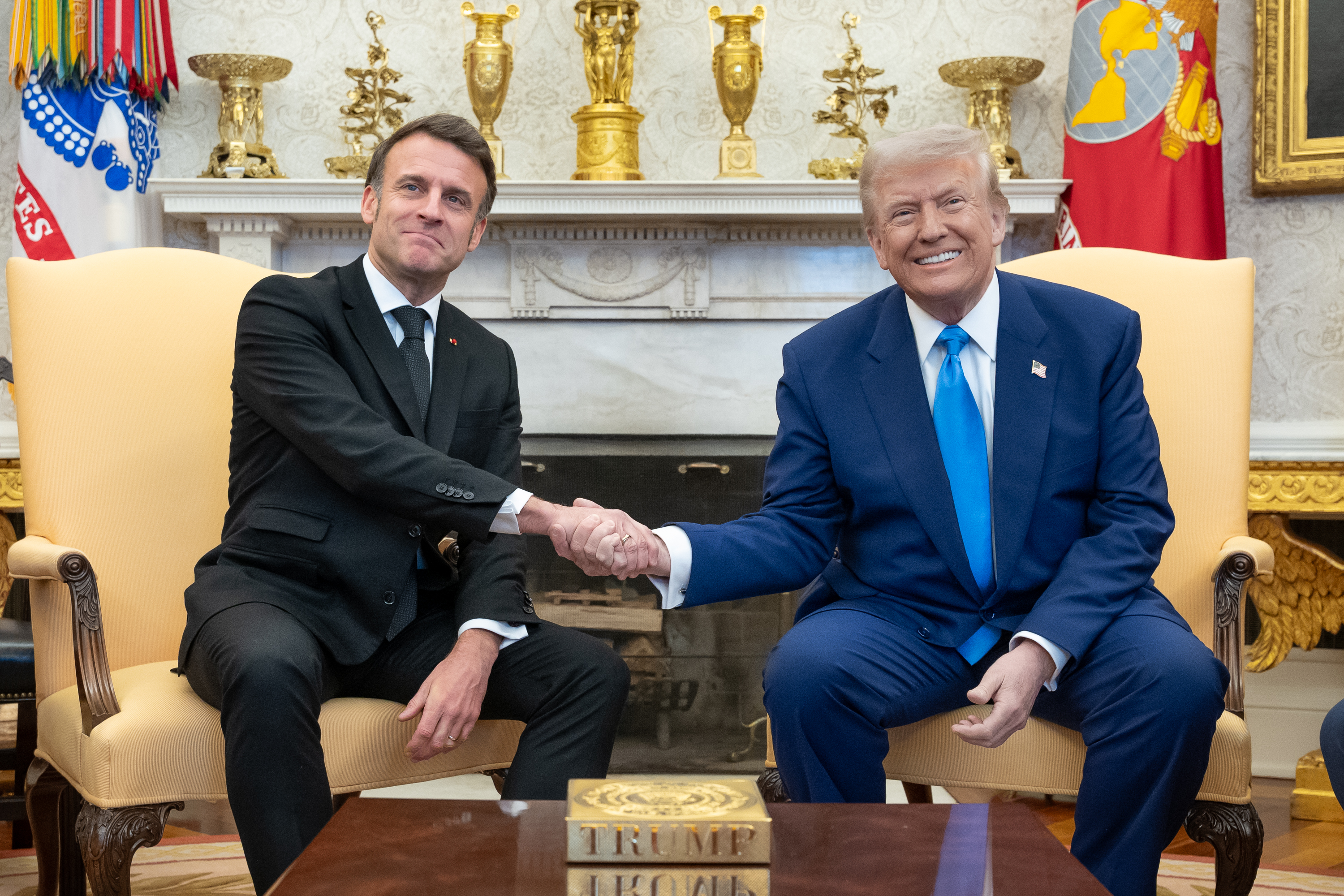
Francouzský prezident Emmanuel Macron s americkým prezidentem Donaldem Trumpem

### Asie

#### Čína
V únoru 2025 Trump uvalil 10 % cla na veškerý čínský dovoz. O měsíc později zvýšil cla na 20 %.
Čína v únoru zavedla odvetná cla ve výši 15 % na uhlí a zkapalněný zemní plyn, 10 % na ropu a zemědělské stroje a v březnu zavedla 10–15 % cla na vybrané americké zemědělské produkty. Čínská odvetná opatření zahrnovala zařazení amerických společností na černou listinu, přidání kontrol při vývozu kovů (např. wolframu) a odebrání vývozních licencí americkým firmám. Čína taktéž snížila dovoz americké ropy o 90 % a přeorientovala se na kanadskou ropu.
Dne 2. dubna USA uvalily 34 % „reciproční clo“ na většinu čínského dovozu. Čína odpověděla 34 % clem na americké zboží s platností od 10. dubna a pozastavila jednání o prodeji TikToku. Čína také začala vyžadovat zvláštní licence na vývoz šesti těžkých vzácných zemin a magnetů ze vzácných zemin. Vzácné zeminy, které je obtížné nahradit, jsou klíčové pro řadu high-tech zboží, včetně baterií, zbraní a lékařských přístrojů.
Trump navýšil cla o dalších 50 %, takže základní clo na čínský dovoz dosáhlo 104 %. Čína rovněž navýšila clo o dalších 50 %, čímž základní clo na americké zboží dosáhlo hodnoty 84 %. USA následně zvýšily clo na 145 % a Čína na 125 %.

#### Izrael
Dne 2. dubna 2025 Trump uvalil na izraelské zboží 17% clo. O pět dní později Izrael nabídl zrušení cel na veškeré americké zboží.
Dne 8. dubna navštívil izraelský premiér Benjamin Netanjahu Donalda Trumpa, aby s ním projednal řadu témat včetně cel. Trump odmítl zrušit clo a řekl: „Nezapomeňte – pomáháme držet Izrael při životě. USA se o Izrael starají a poskytují mu miliardy dolarů ročně na obrannou pomoc.“

### Evropa

#### Evropská unie
Před svou druhou inaugurací Trump pohrozil, že uvalí cla na Evropskou unii (EU), pokud nesníží svůj obchodní deficit s USA tím, že zvýší dovoz ropy a plynu. Eurostat poukázal na to, že USA sice vykazují deficit v oblastí zboží, ten je však kompenzován přebytkem v oblasti služeb.
Dne 2. února 2025 Trump novinářům řekl, že plánuje uvalit cla na Evropskou unii „velmi brzy“. Někteří vedoucí představitelé EU pohrozili okamžitou odplatou, zatímco jiní vyjádřili obavy z rozpoutání globální inflace. Polský premiér Donald Tusk prohlásil: „Musíme udělat vše pro to, abychom se vyhnuli této naprosto zbytečné a hloupé celní válce.“ Dne 4. února 2025 se ve Varšavě sešli ministři obchodu zemí Evropské unie, aby jednali o amerických clech. Dne 7. února EU navrhla snížit cla na dovoz amerických automobilů z 10 % na 2,5 % a zvýšit nákupy amerického zkapalněného zemního plynu a vojenského vybavení. Francouzský prezident Emmanuel Macron se s Trumpem setkal 25. února a vyzval ho, aby „nevstupoval do obchodní války s Evropou.“

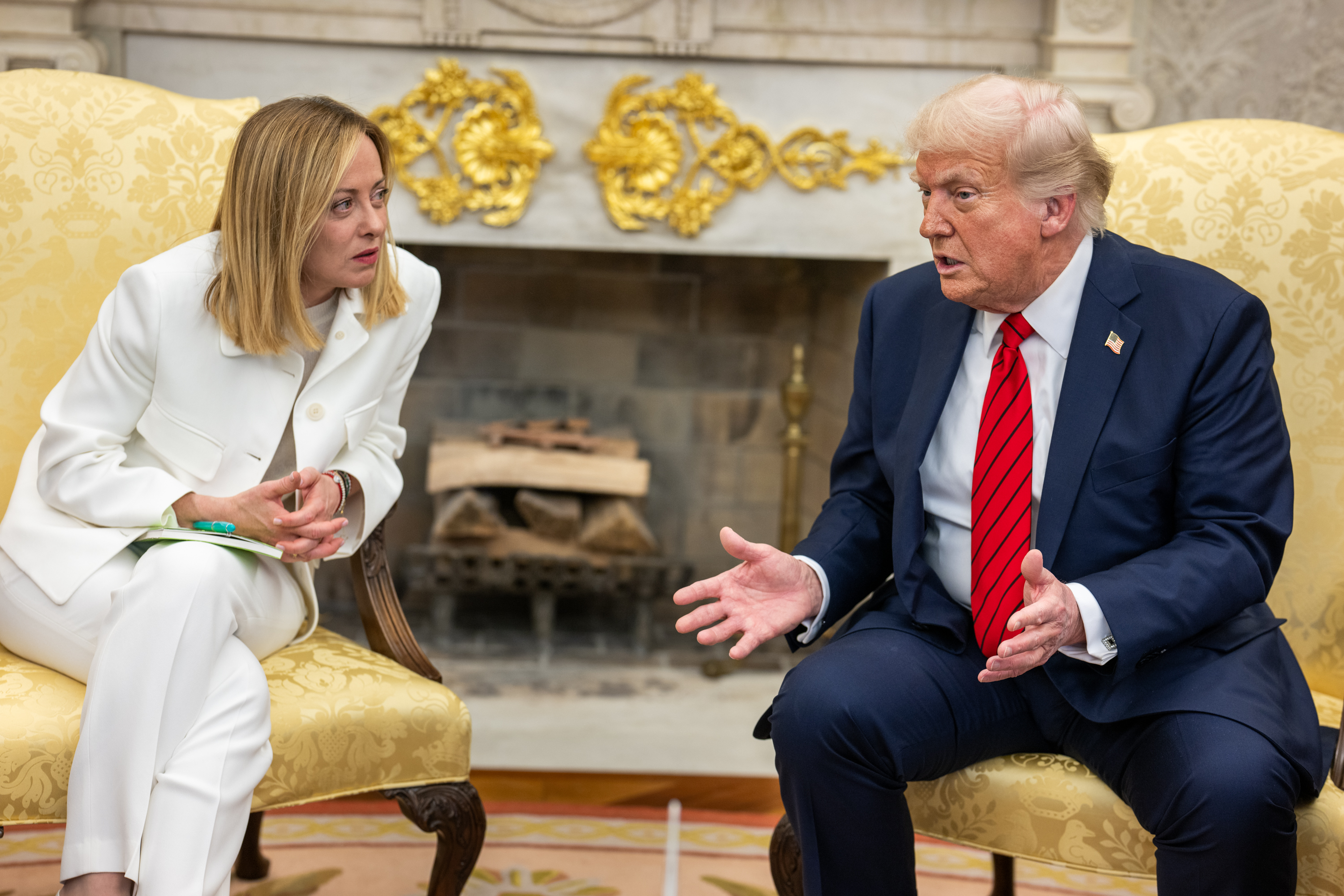
Italská premiérka Giorgia Meloni s americkým prezidentem Donaldem Trumpem

Dne 12. března Donald Trump během setkání s irským premiérem Micheálem Martinem prohlásil, že Irsko a Evropská unie využívají Spojené státy americké.
Poté, co začala platit americká cla na ocel a hliník, oznámila EU zavedení odvetných cel v hodnotě 26 miliard eur, která měla začít platit 1. dubna. Cla se měla týkat whisky bourbon (50 %) a zemědělského zboží. Trump plánované clo na whisky odsoudil a v reakci na to pohrozil 200% cly na evropský alkohol. EU odložila odvetná opatření na polovinu dubna a nakonec po lobbování Irska, Itálie a Francie, hlavních vývozců vína a lihovin, od všech cel na alkohol upustila.
Dne 27. března Spojené státy zavedly 25 % clo na veškerý dovoz automobilů, což se výrazně dotklo Německa, které je největším světovým vývozcem automobilů. Dne 2. dubna Trump oznámil, že veškeré zboží z EU bude od 9. dubna podléhat 20 % clu. V reakci na to vedoucí představitelé EU 7. dubna nabídli Spojeným státům nulová průmyslová cla a nulová cla na automobily.
Dne 9. dubna EU schválila odvetná cla ve výši 25 % na dovoz z USA, která mají vstoupit v platnost 15. dubna. Trump však odložil zavedení některých cel o 90 dní a v reakci na to EU na stejnou dobu pozastavila svá odvetná cla.
Předsedkyně Evropské komise Ursula von der Leyen varovala, že pokud jednání do konce 90denní lhůty selžou, zahájí EU opatření, která označila za „obchodní bazuku“. Italská premiérka Giorgia Meloni navštívila 17. dubna Trumpa s cílem přesvědčit ho, aby přijal nabídku EU na nulová průmyslová cla.